# عزيز الأحدب
عزيز الأحدب (و. 1917- ت. 2011) هو ضابط لُبناني سنّي برتبة عميد رُكن. سنة 1976، قام بمحاولة انقلاب في عبر التلفزيون الرسمي، عرفت بانقلاب الأحدب.

## سيرة
وُلد في أسكلة قضاء طرابلس (لبنان). هو مسلم سنّي. تلقّى عُلومه في مدرسة الفرير في طرابلس. التحق بجامعة شيفيلد في انجلترا، وحصل منها على شهادة البكالوريوس في الأدب الإنجليزي، والتاريخ. ودرس الصّحافة في جامعة القاهرة. تخرّج من المدرسة الحربيّة عام 1939.
قام بحركة انقلاب عسكريّ في الحرب الأهليّة اللّبنانيّة بتاريخ 11 آذار 1976 وقصف قصر الرّئاسة، لكنّ الحركة أخفقت وهي في مهدها. وكان سبب إخفاق انقلاب الأحدب مقاومة سوريا وجنبلاط له.
على الصعيد الفكري، وضع عدة دراسات ومؤلفات عسكرية، وتاريخيّة، كما اشترك في تحرير الموسوعة العسكرية العربية.
وافته المنية في الحادي عشر من حزيران من العام 2011، عن عمر يناهز أربعة وتسعين عاماً.